# Rubén Alonso Rosales
Rubén Alonso Rosales (Paraíso de Osorio, El Salvador 11 de enero de 1925 – Reseda, Los Ángeles, Estados Unidos 13 de mayo de 2000) fue uno de los seis hombres de la Junta de Gobierno que tomó el control de El Salvador mediante un golpe de Estado pacífico en 1960.

## Biografía
Nacido en el pequeño poblado de Paraíso de Osorio, departamento La Paz, El Salvador, de Vicente y María Soriano Rosales, fue el tercero de siete hijos. A pesar del esfuerzo de su padre para que sus hijos varones ayuden en la granja, su madre, una profesora de escuela, insistió en que todos sus hijos tuviesen una educación y se esforzó para asegurarse de que por lo menos obtuviesen una educación preuniversitaria, teniendo que enviarlos a una ciudad más grande, Cojutepeque, para lograrlo. Mostrando interés para entrar en el ejército a la edad de quince años, sus padres trabajaron duro para inscribirlo en la academia militar del país, a pesar de ser de escasos recursos.
El 2 de febrero de 1941, entró en la academia como uno de los 124 nuevos reclutas. Aunque sus padres no podían pagar su matrícula, su permanencia en la academia fue asegurada cuando recibió una de las dos becas concedidas a los nuevos reclutas. También, durante su primer año en la academia, se hizo amigo del Coronel Oscar Osorio, quien era el subdirector de la academia, y sería más adelante miembro del Consejo Revolucionario de Gobierno del país (1948-1950) y finalmente Presidente de la República (1950-1956).
El 2 de abril de 1944, mientras estaba de permiso militar para trabajar en la granja familiar, una rebelión para derrocar al presidente Maximiliano Hernández Martínez estalló, él se reportó a la guarnición Cojutepeque y fue uno de los dos cadetes de toda la academia que vieron acción militar en contra de la rebelión.
Después de ese año fue presentado a la hermana del recluta cadete, María Garay, hija del Coronel Eduardo Garay, quien se convertiría en su esposa tres años después. Ellos tendrían cuatro hijos.
En julio de 1945, junto a otros doce de los 124 originales, se graduó como oficial comisionado. Fue asignado al regimiento de artillería, conocido como El Zapote (hoy en día un museo militar) en la capital de la nación, al otro lado de la Residencia Presidencial.
El 14 de diciembre de 1948, siendo el comandante de turno en la estratégica localización al otro lado de la casa presidencial, fue reclutado para participar en la rebelión para derrocar al Presidente Salvador Castaneda Castro. La rebelión tuvo éxito y trajo a un viejo amigo, el Coronel Oscar Osorio, a una posición en el gobierno en el país.
Desde febrero de 1950 a febrero de 1953 fue uno de los dos oficiales Salvadoreños que recibieron una beca del gobierno Mexicano para atender a la escuela superior de guerra en la Ciudad de México. Una vez regresado a El Salvador prestó servicio en la academia militar pero finalmente regresó a El Zapote como el tercero al mando. Para esa fecha el regimiento de artillería se había convertido en la fuerza más elitista en la nación.
Entre 1957 y 1958, como delegado de las Fuerzas Armadas, acompañó a los séquitos del Presidente José María Lemus en muchos de sus viajes oficiales a través de América Latina.
En 1958 fue ascendido a segundo comandante de El Zapote. El mayor Arturo Armando Molina, quien más tarde fue designado presidente de la República (1972-1977) era su reemplazo como tercero al mando.
En 1960, en gran parte debido a la posición estratégica del regimiento de élite a través de la Casa Presidencial, fue reclutado para desempeñar un papel en el derrocamiento del presidente José María Lemus. El Coronel Oscar Osorio jugó un papel decisivo en la planificación del levantamiento. Tras el éxito del derrocamiento, el comandante Rosales fue nombrado uno de los seis hombres de gobierno que tomaron el control del país. La junta gobernó desde el 26 de octubre de 1960 al 25 de enero en 1961, cuando fue posteriormente derrocado por otro golpe de Estado y sustituido por el Directorio Cívico-Militar.
Enviado al exilio, Rubén Alonso Rosales, terminó en México, donde se había hecho amigo de muchos oficiales militares del Ejército mexicano en la década anterior, quienes lo asistieron durante unos meses. Volvió a El Salvador a finales de 1961 y se le permitió permanecer en el país, pero el gobierno en el poder, ante la sospecha de que estaba fomentando una rebelión, recomendó que abandonara el país por su propia seguridad. El gobierno salvadoreño arregló su emigración a los Estados Unidos en septiembre de 1962.
Asentado en el área de Los Ángeles, trabajo para una compañía de mudanza de muebles hasta 1985, cuando se retiró.